# Brott och straff
För andra betydelser, se Brott och straff (olika betydelser).
Brott och straff (rysk originaltitel: Преступление и наказание, Prestuplenije i nakazanije), även översatt till svenska med titeln Raskolnikow och Raskolnikov, är en roman från 1866 av den ryske författaren Fjodor Dostojevskij. Den publicerades för första gången som en följetong i den litterära tidskriften Russkij Vestnik (Русский вестник) under tolv månader 1866. Året efter publicerades den som en enda volym.
Brott och straff är Dostojevskijs andra fullängdsroman efter återkomsten från Sibirien och den första stora romanen under hans mogna period.

## Struktur
Brott och straff består av sex delar samt en epilog. Den kan sägas bestå av två halvdelar, där vissa nyckelepisoder förekommer i den förra, och vissa i den senare. Del 1–3 presenterar då den i huvudsak rationella och stolta Raskolnikov, och del 4–6 den begynnande och alltmer irrationella och ödmjuka Raskolnikov; den första delen visar hur den första styrande principen av hans karaktärsdrag successivt dör, medan den andra visar på den progressiva födelsen av den nya styrande principen. Skiftet kommer mitt i romanen.
Romanen är skriven i ett allvetande tredjepersonsperspektiv, även om det förekommer ett berättarjag:
| ”                      | Jag skall inte försöka skildra vad som hände den kvällen hos Pulcheria Raskolnikova… | „ |
| – Ur Brott och straff. |                                                                                      |   |

I huvudsak följer läsaren Raskolnikovs synvinkel, även om man även under stundom följer Razumichin, Svidrigajlov och Dunjas perspektiv.

## Handling
Brott och straff fokuserar på det mentala lidandet och det moraliska dilemmat som Rodion Romanovitj Raskolnikov utsätts för. Raskolnikov är en fattig före detta student boende i Sankt Petersburg som formulerar och genomför en plan för att mörda en hatad pantlånerska, enligt egen utsago för pengarna, och därigenom inte bara lösa sina egna finansiella problem utan också befria världen från en ond och värdelös parasit. Under brottets gång mördar han även pantlånerskans syster som blir vittne, och i efterhand begraver han de stulna pengarna utan att någonsin gräva upp eller använda dem i slutändan som resultat av sin feberyrsel och sina skuldkänslor.  
Raskolnikov strävar också efter att vara en extraordinär varelse, liknande Napoleon, med tron att mord kan rättfärdigas i strävan efter ett högre syfte. Raskolnikov visar upp några drag av megalomani och anser sig mycket begåvad. Som en extraordinär man känner han att det är rättfärdigat för honom att mörda, eftersom han existerar utanför de moraliska gränser som påverkar vanliga människor. 
Efter brottet blir han dock sjuk och besväras av minnena av sitt brott och rädslan för att bli uppspårad. Brott och straff porträtterar Raskolnikovs gradvisa insikt i sitt brott och hans önskan att bekänna. Utöver detta försöker Raskolnikov också att skydda sin syster Dunja från olämpliga friare. Han blir även oväntat kär i den prostituerade Sonja. De båda unga kvinnorna, särskilt Sonja, blir hans enda förtrogna och han inser efterhand att om han vill fortsätta i rollen som övermänniska kommer han att skada även dem. Slutligen anger han sig själv och döms till långvarigt straffarbete i Sibirien, dit Sonja följer honom.

## Personer i romanen

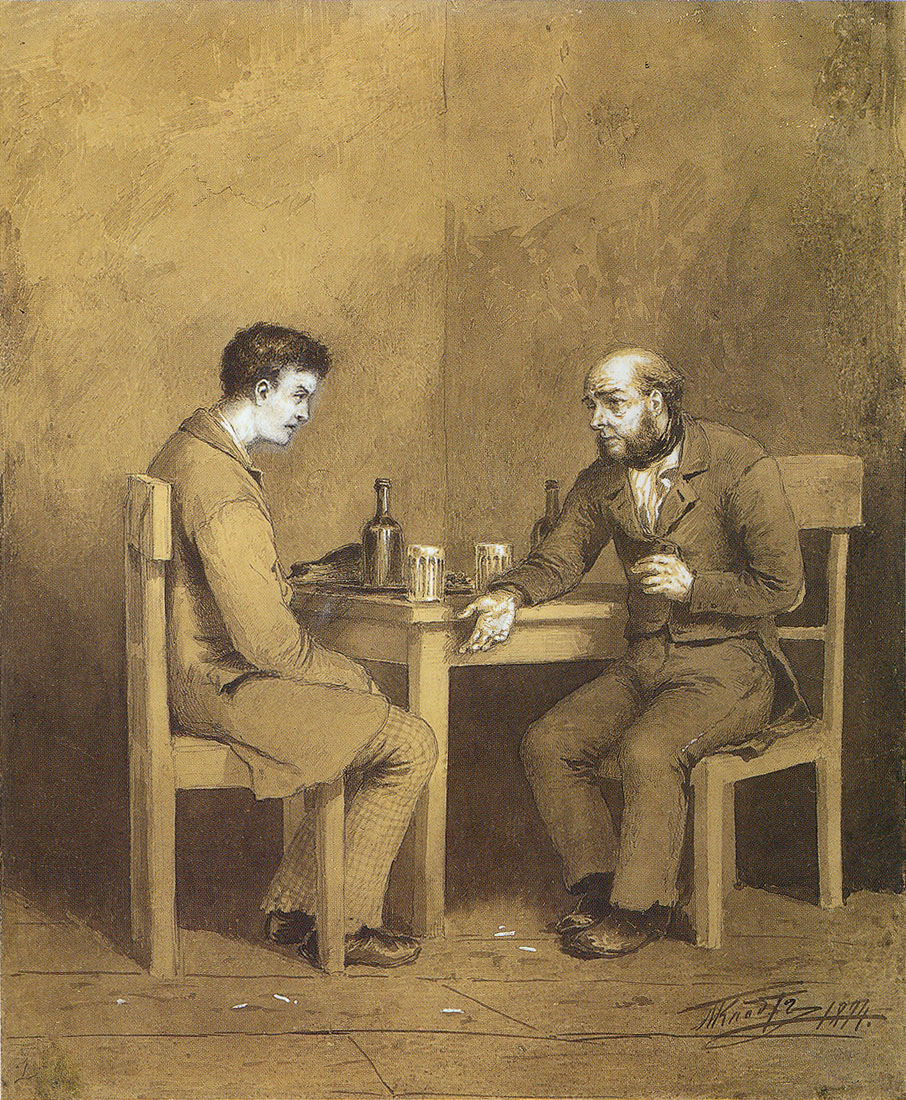
Bild föreställande Raskolnikov och Marmeladov, målad 1876 av Michail Petrovitj Clodt von Jürgensburg.

| Namn                                   | Ord                     | Betydelse (ryska) |
| -------------------------------------- | ----------------------- | --- |
| Rodion Romanovitj Raskolnikov          | raskol                  | en schism eller delning; raskolnik betyder "den som delar" eller "oliktänkare"; verbet raskalyvat betyder "att klyva", "att spräcka", "att dela", "att bryta" eller "att förstöra" |
| Pjotr Petrovitj Luzjin                 | luzja                   | en pöl |
| Dmitrij Prokofjevitj Razumichin        | razum                   | förstånd, förnuft, intelligens |
| Aleksandr Grigorievitj Zamjotov        | zametit                 | att lägga märke till, att förstå |
| Andrej Semjonovitj Lebeziatnikov       | lebezit                 | att fjäska, ställa sig in, lisma |
| Semjon Zacharovitj Marmeladov          | marmelad                | marmelad/sylt |
| Arkadij Ivanovitj Svidrigajlov         | Švitrigaila/Svidrigailo | en lettländsk hertig på 1400-talet som dog ett år före Konstantinopels fall |
| Avdotia (Dunja) Romanovna Raskolnikova | dun                     | tung |
| Sofia (Sonja) Marmeladova              | (grekiska) sophia       | vishet |

## Filmatiseringar i urval
- Raskolnikov (1935, amerikansk film)
- Brott och straff (1945, svensk film)
- Brott och straff (1956, fransk film)
- Brott och straff (1970, sovjetisk film)
- Brott och straff (1983, finsk film)